# جو فرينش (مارشال جوي)
المارشال الجوي السير جوزيف تشارلز فرينش، KCB CBE  ADC جو فرينش (من مواليد 15 يوليو 1949)، والمعروف غالبًا باسم السير جو فرينش، هو ضابط متقاعد كبير في سلاح الجو الملكي وكان آخر قائد جوي لقيادة الضربات الجوية لسلاح الجو الملكي البريطاني (2006-2007).

## مسيرة سلاح الجو الملكي البريطاني
انضم الفرنسي إلى سلاح الجو الملكي (RAF) في عام 1967 وتأهل كطيار مروحية، وقاد طائرات ويسيكس وبوما وشينوك. وشملت المناصب الشارقة وهونج كونج وألمانيا وجولة عملياتية في أيرلندا الشمالية في عام 1972، والتي ذُكِرَت فيها في الإرساليات. كان قائدًا للسرب رقم 7 (شينوك) في سلاح الجو الملكي أودهام، حيث أصبح لاحقًا قائد المحطة (1989-1991).
التحق فرينش بكلية أركان سلاح الجو الملكي البريطاني والكلية الملكية للدراسات الدفاعية. وشملت مناصبه في هيئة الأركان مساعدًا لرئيس أركان الدفاع، وضابط أركان شخصي لقائد القوات الجوية الضاربة. خدم في هيئة أركان منظمة التجارب والتكتيكات المركزية، وكان رئيسًا لفريق العروض التقديمية في سلاح الجو الملكي البريطاني.
شغل الفرنسي منصب مدير أركان القوات الجوية، ومساعد رئيس أركان الدفاع (السياسة)، قبل تعيينه مديرًا عامًا لجمع المعلومات الاستخباراتية. وكان رئيسًا لاستخبارات الدفاع (CDI) منذ عام 2000، وفي أثناء وجوده في منصب CDI صيغَ ملف
سبتمبر المثير للجدل والذي حاول تقييم حالة أسلحة الدمار الشامل العراقية. عٌيِّن قائدًا عامًا لقيادة الأفراد والتدريب وعضوًا جويًا لشؤون الأفراد في عام 2003 وقائدًا جويًا لقيادة الضربات الجوية الملكية البريطانية في عام 2006.
عُيِّن فرينش قائدًا لوسام الإمبراطورية البريطانية في حفل تكريم العام الجديد عام 1991، وقائد فارس لوسام الحمام في حفل تكريم العام الجديد عام 2003.

## التقاعد
عند تقاعده في عام 2007، أصبح الفرنسي رئيسًا لجمعية القوات الخاصة الخدمية وجناح الإمداد التكتيكي التابعة لسلاح الجو الملكي البريطاني. 